# Нью-Сарпі (Луїзіана)
Нью-Сарпі (англ. New Sarpy) — переписна місцевість (CDP) в США, в окрузі Сент-Чарлз штату Луїзіана. Населення — 1169 осіб (2020).

## Географія
Нью-Сарпі розташований за координатами 29°58′51″ пн. ш. 90°22′59″ зх. д. / 29.98083° пн. ш. 90.38306° зх. д. (29.980898, -90.383165).  За даними Бюро перепису населення США в 2010 році переписна місцевість мала площу 3,66 км², з яких 3,03 км² — суходіл та 0,63 км² — водойми.

## Демографія
Згідно з переписом 2010 року, у переписній місцевості мешкали 1464 особи в 507 домогосподарствах у складі 367 родин. Густота населення становила 400 осіб/км².  Було 566 помешкань (155/км²).
Расовий склад населення:
| - 51,2 % — чорних або афроамериканців - 46,4 % — білих - 0,8 % — корінних американців - 0,1 % — азіатів |

До двох чи більше рас належало 1,0 %. Частка іспаномовних становила 1,6 % від усіх жителів.
За віковим діапазоном населення розподілялося таким чином: 27,5 % — особи молодші 18 років, 60,1 % — особи у віці 18—64 років, 12,4 % — особи у віці 65 років та старші. Медіана віку мешканця становила 33,9 року. На 100 осіб жіночої статі у переписній місцевості припадало 95,2 чоловіків;  на 100 жінок у віці від 18 років та старших — 94,3 чоловіків також старших 18 років.
Середній дохід на одне домашнє господарство  становив 42 743 долари США (медіана — 34 000), а середній дохід на одну сім'ю — 47 171 долар (медіана — 39 432). Медіана доходів становила 50 528 доларів для чоловіків та 27 024 долари для жінок. За межею бідності перебувало 21,9 % осіб, у тому числі 34,3 % дітей у віці до 18 років та 23,2 % осіб у віці 65 років та старших.
Цивільне працевлаштоване населення становило 677 осіб. Основні галузі зайнятості: роздрібна торгівля — 23,0 %, будівництво — 18,5 %, освіта, охорона здоров'я та соціальна допомога — 14,8 %, мистецтво, розваги та відпочинок — 13,3 %.